# 계성군
계성군(桂城君, 1480년 ∼ 1504년 음력 8월 19일)은 조선의 왕족으로 성종의 2남이자 서장남이다. 어머니는 숙의 하씨이다. 연산군의 이복 동생이자 중종의 이복 형이기도 하다.

## 생애

### 출생과 혼인
1480년(성종 11년), 성종과 당시 궁인이었던 숙의 하씨 사이에서 태어났다. 아명은 수견(壽堅)이며 이름은 순(恂)이다. 1478년에 태어났다는 기록도 있으나 왕실 족보인 《선원록》에는 경자년(1480년)에 태어났다고 기록되어 있다. 계성군의 태를 담은 태실과 태실비는 전라남도 순천시 서면 학구리에 있다.
성종에게는 두번째 아들이며, 숙의 하씨에게는 유일한 아들이다.
어린 시절 성건(成健)의 집에서 피우하면서 성건과 그 아내 한씨(韓氏)의 보살핌을 받았다. 당시 성건의 위세에 빌붙어 성건의 집 대문앞에 사람들이 많이 몰려들었다는 기록이 남아있다.
1491년(성종 22년), 원치(元菑)의 딸인 안성군부인 원씨와 혼인하였다. 원치는 태종의 여덟째 아들인 혜령군의 외손으로, 계성군과 아내 원씨는 태종을 공통 조상으로 하는 9촌 지간이다.
성종은 혼례를 앞둔 계성군에게 왕자로서의 거동에 신중할 것을 당부하기도 하였다.

### 왕자 시절
1492년(성종 23년), 창경궁의 남은 재목으로 계성군의 집을 크고 화려하게 지어 노역을 하는 백성들이 괴로워하였다.
 
처음에 창경궁의 남은 재목(材木)을 써서 계성군(桂城君) 이순(李恂)의 집을 지었는데,
지나치게 높고 크게 하니, 이후로 모둔 군(君)과 옹주(翁主)의 집에서 모두 그것을 본받아
관리를 충청도와 황해도에 보내어 재목을 채취하게 하였으므로
운반하는 수레가 끊이지 않았고, 선박의 꼬리가 잇달았으며,
또 수군(水軍)을 역사(役事)시키면서 겨울 여름없이 역사를 독려하기도 하였다.

 — 《성종실록》 262권,
성종 23년(1492년 명 홍치(弘治) 5년) 2월 7일 (무신)
계성군의 종이 유생을 구타하거나 모욕을 주는 일이 발생하여 대신들이 종의 처벌을 요구했으나 성종이 무마하였다.

1496년(연산군 2년), 계성군이 이유 없이 취학하지 않자 종부시에서 처벌을 요구하였다.
 
종부시(宗簿寺)가 아뢰기를,
"계성군(桂城君) 이순(李恂)이 까닭 없이 취학(就學)하지 않으므로,
 직장(直長) 이분(李芬)이 그 집에 가서 물으니,
 순(恂)이 관대(冠帶)를 벗은 채 신발만 신고 거만스럽게 나와 보았다는데,
 이분이 연유를 갖추어 계(啓)하였습니다."
하였다.
승지들이 아뢰기를,
"전하께서 소문(召問)하지 않고 사람을 시켜서 묻게 하신 것은 존대하시는 때문이니
 순이 마땅히 관대(冠帶)하고 나와 맞아야 할 터인데,
 소홀하고 거만하여 이처럼 불공하니, 신하된 예가 없습니다. 문책하소서."
하니, 전교하기를,
"내가 친히 묻겠다." 하였다.
 — 《연산군일기》 13권,
연산 2년(1496년 명 홍치(弘治) 9년) 3월 24일 (임인)
이후에는 크고 작은 여러 가지 말썽을 일으켜 대신들이 처벌을 요구했으나 연산군이 이를 묵살하였다.

### 사망
1504년(연산군 10년) 음력 8월 19일 사망하였다.
아내 원씨와의 사이에서 자녀는 없으며 첩실에게서 1녀를 두었다. 이후 성종의 형인 월산대군의 손자 계림군(桂林君)이 봉사손으로 입적되었으나 을사사화에 연루되어 처형되었다가 선조 대에 신원되었다. 시호는 희정(僖靖)이다.

## 묘소
묘소는 경기도 시흥군 동면 신림리 을좌에 있었으나, 1971년 서울특별시의 도시확장 계획으로 충청남도 천안시 목천면 송전리 신대동 메일골 신좌로 이장했다. 근방에 어머니인 숙의 하씨의 묘도 같이 있다.

## 가족 관계
| - 조부 : 덕종(德宗, 1438 ~ 1457) - 조모 : 소혜왕후 한씨(昭惠王后, 1437 ~ 1504) - 아버지 : 성종(成宗, 1457 ~ 1494) - 생모 : 숙의 하씨(淑儀 河氏) | - - 정부인 : 안성군부인(安城郡夫人) 원주 원씨(原州 元氏, ? ~ 1535) - 원치(元菑)의 딸 - 양자 : 계림군 이유(桂林君 李瑠, 1502 ~ 1545) - 월산대군의 손자 - 며느리 : 연창군부인(延昌郡夫人) 안가이(安加伊, 1501 ~ ?) - 안방형(安邦炯)의 딸 - 손자 : 연양군(延陽君) 이시(李諟, 1518 ~ 1545) - 며느리 : 오천군부인(烏川郡夫人) 정수정(鄭守貞) - 정유침(鄭惟沈)의 딸 - 며느리 : 군부인 노진덕(盧眞德, 1504 ~ ?) - 양민 출신 - 손녀 : 이옥향(李玉香, 1521 ~ ?) - 손자 : 금양수(金陽守) 이형(李詗, 1522 ~ 1545) - 손녀 : 이옥수(李玉秀, 1525 ~ ?) - 손자 : 운양수(雲陽守) 이후(李詡, 1526 ~ ?) - 손자 : 정양군(正陽君) 이회(李誨, 1529 ~ ?) - 손자 : 은양군(恩陽君) 이량(李諒, 1544 ~ ?) - 며느리(측실) : 금덕(今環) - 노비 출신 - 얼손녀 : 이모을노리(李毛乙老里, 1542 ~ ?) - 측실 : 미상 - 서녀 : 이수철(李壽鐵, 1502 ~ ?) - 사위 : 창녕 조씨 조인각(曺仁角) - 외손자 : 조계우(曺繼虞, 1521 ~ ?) - 외손자 : 조계하(曺繼夏, 1526 ~ ?) - 외손자 : 조계은(曺繼殷, 1535 ~ ?) - 외손자 : 조계주(曺繼周, 1542 ~ ?) |

## 태실
계성군의 태실비가 2015년 7월 3일 순천시 (전라남도)의 향토유적 제3호로 지정되었다.